# Шляхова, Александра Николаевна
Александра Николаевна Шляхова (1923, Запорожье, Украинская ССР, СССР — 1944, Латвийская ССР, СССР) — советская женщина-снайпер Великой Отечественной войны.

## Биография
Родилась в 1923 или 1924 году в городе Запорожье. До войны работала на заводе в Запорожье. С началом войны и наступлением немецких войск — эвакуировалась на Урал вместе с матерью, сестрой и братом.
В ряды РККА была призвана Чеборкульским районным военкоматом. В декабре 1942 года с отличием окончила женскую школу снайперов, и при выпуске Александре от имени ЦК ВЛКСМ была вручена именная снайперская винтовка с монограммой на оружейном ложе. С августа 1943 года находилась в действующей армии. Воевала в составе 21-й Гвардейской стрелковой дивизии.
1 декабря 1943 года была ранена осколком мины. После лечения в госпитале вернулась в свою часть. Приказом по дивизии от 5 декабря 1943 года снайпер 8-й стрелковой роты 59-го Гвардейского стрелкового полка гвардии сержант А. Н. Шляхова была награждена орденом Красной Звезды. В январе 1944 года за уничтожение 55 солдат и офицеров противника была представлена к медали «За отвагу». 31 января этого же года награждена орденом Красного Знамени. Дослужилась до старшины, была командиром снайперского взвода.
Погибла 7 октября 1944 года на территории Латвийской ССР. Похоронена в городе Добеле. Посмертно была награждена орденом Отечественной войны 1-й степени. Её снайперская винтовка хранится в Москве, в Центральном музее Вооружённых Сил.
В Запорожье имя Александры Шляховой долгие годы носил пионерский отряд одной из школ.